# Roybon

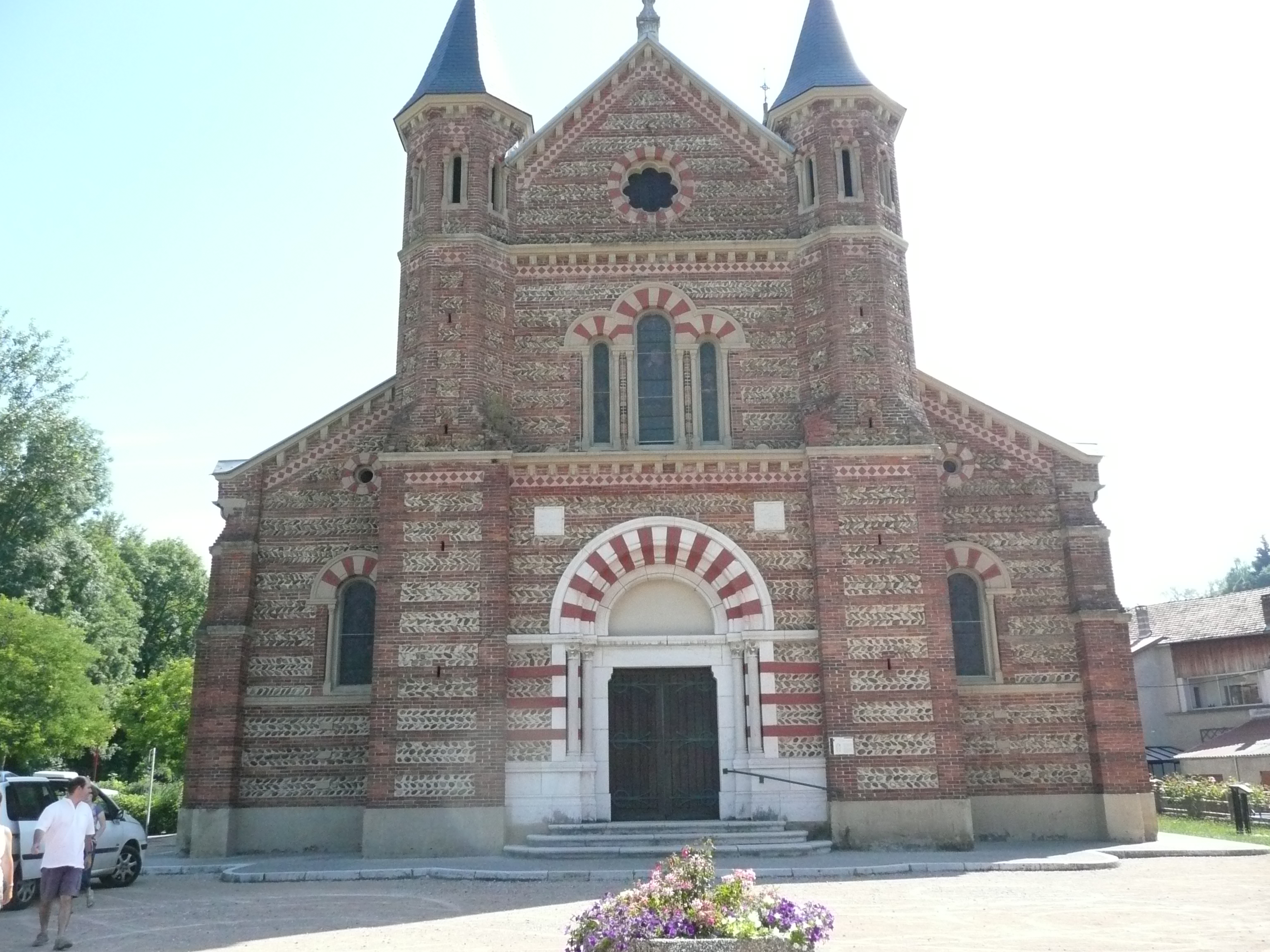
Nhà thờ lịch sử ở Roybon (Isère)

Roybon là một xã thuộc tỉnh Isère trong vùng Rhône-Alpes đông nam nước Pháp, dân số là 1231 ngưởi theo điều tra của INSEE năm 1999. Sông Galaure bắt nguồn ở xã này.